# Distretto di Mécheria
Il distretto di Mécheria è un distretto della Provincia di Naâma, in Algeria.

## Comuni
Il distretto comprende tre comuni:
- Mécheria (capoluogo)
- Aïn Ben Khelil
- El Biodh